# Klompendans-toernooi
Het Klompendans-toernooi was een schaaktoernooi dat werd gehouden van 23 oktober t/m 3 november 2001 in Amsterdam. De speellocatie was de Beurs van Berlage. Het toernooi werd financieel mogelijk gemaakt door mecenas Joop van Oosterom.

## Achtergrond
Het toernooi was de tiende en laatste editie van het Ladies vs. Veterans-toernooi, dat sinds 1992 elk jaar werd georganiseerd. Tijdens het toernooi nemen vijf vrouwelijke topschakers het in een Scheveningen-systeem op tegen vijf veteranen. 
Eerdere edities werden gehouden in andere landen en werden telkens vernoemd naar de nationale dans van het betreffende land. Daarom werden de toernooien ook wel de Danstoernooien genoemd.
De tiende en laatste editie van het toernooi werd in Nederland gehouden, waar de bakermat van Van Oosterom lag. Aangezien Nederland geen nationale dans heeft, koos men enigszins schertsend voor de naam “Klompendans”.

### Overzicht danstoernooien[3]
| Editie | Jaar | Dans          | Plaats      | Uitslag (L-V) |
| ------ | ---- | ------------- | ----------- | ------------- |
| 1      | 1992 | Tumba         | Aruba       | 33-39         |
| 2      | 1993 | Wals          | Wenen       | 40.5-31.5     |
| 3      | 1994 | Palladienne   | Monte Carlo | 37-35         |
| 4      | 1995 | Polka         | Praag       | 26.5-23.5     |
| 5      | 1996 | Foxtrot       | Londen      | 22.5-27.5     |
| 6      | 1997 | Høstdans      | Kopenhagen  | 23-27         |
| 7      | 1998 | Can-Can       | Roquebrune  | 36-36         |
| 8      | 1999 | Flamenco      | Marbella    | 19.5-30.5     |
| 9      | 2000 | Schuhplattler | München     | 27-23         |
| 10     | 2001 | Klompendans   | Amsterdam   | 24-26         |

Over tien edities was de score 299-289 in het voordeel van de veteranen.

## Einduitslag[5]
| Nr. | Naam             | Rating | Score | TPR  |
| --- | ---------------- | ------ | ----- | ---- |
| 1   | Lajos Portisch   | 2591   | 6½    | 2623 |
| 2   | Zhu Chen         | 2497   | 6     | 2628 |
| 3   | Vlastimil Hort   | 2519   | 5½    | 2549 |
| 4   | Viktor Kortsjnoi | 2639   | 5½    | 2549 |
| 5   | Xie Jun          | 2553   | 5½    | 2592 |
| 6   | Nana Ioseliani   | 2497   | 5     | 2556 |
| 7   | Vasili Smyslov   | 2491   | 5     | 2513 |
| 8   | Alisa Galljamova | 2547   | 4     | 2484 |
| 9   | Susan Polgar     | 2469   | 3½    | 2446 |
| 10  | Mark Taimanov    | 2439   | 3½    | 2403 |

### Kruistabel
|                  | Zhu Chen | Xie Jun | Nana Ioseliani | Alisa Galljamova | Susan Polgar |
| ---------------- | -------- | ------- | -------------- | ---------------- | ------------ |
| Lajos Portisch   | ½½       | ½½      | ½1             | 11               | ½½           |
| Vlastimil Hort   | ½½       | ½½      | 0½             | ½1               | 1½           |
| Victor Kortsjnoi | ½½       | ½½      | ½0             | 01               | 11           |
| Vasili Smyslov   | ½½       | ½½      | ½½             | ½1               | 0½           |
| Mark Taimanov    | 00       | 0½      | 1½             | 00               | 1½           |